# Рафалівка
Рафалівка (до 1927 року — роз'їзд Полиці, до 1928 року — Нова Рафалівка) — селище в Україні, у Вараському районі Рівненської області, центр Рафалівської громади. Селище міського типу з 1957 року. Залізнична станція на лінії Ковель — Сарни. Лісопильний, асфальтовий заводи, меблева фабрика. У 1940—1959 роках була центром Рафалівського району.

## Географія
Відстань шосейними шляхами до Володимирця — 22 км, фізична відстань до Києва — ~311,2 км.
Сусідні населені пункти:
Зі сходу, півночі та південного заходу Рафалівку оточують ліси. Навколо селища залягають поклади каменю, піску, глини.

## Історія
Засноване як невеликий залізничний роз'їзд Полиці у 1902 році при прокладанні залізничної колії Ковель — Сарни — Київ. Напередодні 1914 року дерев'яний будиночок станції оточували кілька маленьких хат, де мешкали робітники-залізничники. Пізніше тут виросло робітниче селище.
Під час радянсько-української війни і польсько-радянської війни (1917—1921) поселення неодноразово переходило з рук в руки. З 1917 року у складі Української Народної Республіки. У січні 1918 року селище ненадовго зайняли радянські війська. У серпні 1919 року в районі станції точилися бої радянської Богунської бригади 44-ї дивізії з польськими військами. У бою за станцію загинуло 13 більшовиків, серед них — командир кінної розвідки радянський єврейський поет Ошер Шварцман. За участі радянської 173-ї бригада 58-ї стрілецької дивізії у липні 1920 року поблизу Полиць йшли бої.
У 1918 році, у часи української влади, у Рафалівці відкрита українська «захоронка» (дитячий садок), якою керували пані Ришківська та учительки сестри Дубченко. До 1920-х років у захоронці було 40 дітей віком від 4 до 14 років, здебільшого місцеві українці. З приходом польської влади остання стала чинити тиск на єдину в тогочасному Сарненському повіті українську захоронку — було призначено Раду Опіки суспільної з польською більшістю, звільнено весь український персонал, натомість керівницею обрано польку.
1921 року на станції вже налічувалося 17 будинків і проживало 139 жителів. Більшість з них працювала на лісорозробках та на лісопильному заводі, а решта — в сільському господарстві. У 1927 році на станцію Полиці переведено волосне управління з села Старої Рафалівки. Тому селище стали називати Нова Рафалівка, а пізніше — Рафалівка.

### Друга світова війна
У вересні 1939 року, відповідно до пакту Молотова — Ріббентропа, Рафалівка у складі західноукраїнських земель переходить до СРСР. Від 1940 — місто, адміністративний центр новоствореного Рафалівського району Ровенської (нині Рівненської) області.
4 липня 1941 року Рафалівку зайняли німецькі війська. Рафалівка входила до військової округи «Заграва» регіональної групи УПА-Північ. 29 серпня 1942 року німецька влада розстріляла в Рафалівці близько 2500 євреїв. Загалом за час німецької окупації вбито близько 3 тис. чоловік.
5 лютого 1944 року Рафалівка остаточно зайнята радянськими військами. У складі радянської армії та в партизанських загонах воювало 262 жителі селища, 36 з них загинуло. 215 мешканців нагороджені орденами й медалями СРСР.

### Післявоєнний період
У 1949 році відновлено заснований ще до війни в Рафалівці колгосп. Статус селища міського типу з 1957.

## Населення
Згідно з переписом населення 2001 року у Рафалівці проживало 3419 осіб.
| 1959  | 1970  | 1979  | 1989  | 1992     | 2001  | 2006  | 2010  | 2014  |
| ----- | ----- | ----- | ----- | -------- | ----- | ----- | ----- | ----- |
| 2 726 | 3 271 | 3 739 | 3 738 | 3,9 тис. | 3 419 | 3 320 | 3 337 | 3 429 |

### Мова
Розподіл населення за рідною мовою за даними перепису 2001 року:
| Мова       | Відсоток |
| ---------- | -------- |
| українська | 98,72 %  |
| російська  | 1,16 %   |
| молдовська | 0,03 %   |

## Органи влади
Місцеві органи влади представлені Рафалівською селищною радою, яка входить до складу Рівненської області України.
Селищний голова — Совгуть Василь Сергійович. До міської ради входить 20 депутатів.

## Освіта
Перший навчальний заклад у селищі був відкритий у 1927 році (навчання велося польською мовою). Станом на 2015 рік у місті діє три загальноосвітні заклади:
- Рафалівський НВК «ЗОШ І ступеня — ДНЗ»
- Рафалівський Петропавлівський ліцей(вул. Петропавлівська, 6)
- Рафалівська загальноосвітня школа І-ІІІ ступенів (вул. Незалежності, 12)

## Історія бібліотеки
Бібліотека в селищі Рафалівка заснована в 1944 році по вулиці Садовій 8.
Тоді, у будинку, де проживали люди, для бібліотеки була виділена одна кімната. Вже тоді в її фонді зберігалося 5 тисяч книг. Очолювала культзаклад Ольга Романівна Цмінська. Далі деякий час працювала Бардачевська Соня Мусіївна.
До лютого 1959 року це була районна бібліотека, в якій нараховувалося 14 тисяч книг, а до 1956 року нараховувалось 28988 тисяч примірників книг і 1467 читачів.
З 1951 року в селищі діє і районна дитяча бібліотека. Але після реорганізації району вона переходить у статус міської дитячої бібліотеки, в якій працювали завідувачка — Ребій Ольга Петрівна та бібліотекар Савонік Віра Якимівна. Такою і залишається до 1997 року.
У 1954 році на посаді завідувачки міської бібліотеки для дорослих працювала Нетеса Марія Андріївна, а у 1955 році вона перейшла працювати у дитячу міську бібліотеку. На зміну їй завідувачкою міської бібліотеки для дорослих стала Галушко (ім, я та по батькові не відомі), яка також недовго працювала.
На той час у бібліотеці працював пересувний фонд. Із 1954року завідувачкою пересувного фонду працювала Крисюк Ганна Прокопівна, а з 1960 р. до 1964 р. — займала посаду завідувачки дитячої бібліотеки. Деякий час у дорослій міській бібліотеці працювала жіночка, яка приїхала з цілини — Мазур Сталіна Петрівна. Із 1964 року по 1988 рік дорослою бібліотекою незмінно завідує Крисюк Г. П., а з 1988—1997 роки завідувачкою масової бібліотеки працювала Карабан Олександра Іванівна і поряд з ними трудилися бібліотекарі Шкабко Марія Петрівна та Грушевська Марія Іванівна. З 1997 по 2003 роки — завідувачкою масової бібліотеки для дорослих працює Хомич Людмила Олександрівна.
У 2002 році в зв'язку з реорганізацією Рафалівська міська дитяча бібліотека і міська бібліотека для дорослих змінила назву на Рафалівська публічно-шкільна бібліотека. А дитячу бібліотеку перенесли у приміщення дорослої бібліотеки, де обов'язки завідувачки ПШБ приймає Панасюк Лариса Ігорівна. Досі поряд з нею працюють бібліотекар Хомич Людмила Олександрівна та бібліотекар дитячого відділу Леунова Світлана Миколаївна.
Бібліотека працює вже понад 68 років. У її фондах майже 53 тисячі книг, та понад 2 тисячі користувачів.
Тут у 2006 році створено клуб за інтересами «Українська світлиця». А у дитячому відділі для молодших книголюбів — клуб «Веселі Чомусики». У бібліотеці проводяться різноманітні масові заходи, презентації нових книг, уроки, бесіди та інші форми роботи з дітьми та жителями селища. Також у бібліотеці проводяться різноманітні майстер- класи, оформляються виставки та виставки — продаж робіт майстрів селища.
Приємною новиною для бібліотеки та жителів населеного пункту у лютому 2011 року стала новина, що бібліотека є переможцем другого раунду конкурсу програми «Бібліоміст». Для бібліотеки було надано ком'ютерне обладнання: три комп'ютери з вебкамерами та навушниками та вільний доступ до Інтернету.

#### Книги
- Коротун І. М., Коротун Л. К. Географія Рівненської області в 3-х частинах. — Рівне, 1996. — 274 с.